# Xã Susquehanna, Quận Cambria, Pennsylvania
Xã Susquehanna (tiếng Anh: Susquehanna Township) là một xã thuộc quận Cambria, tiểu bang Pennsylvania, Hoa Kỳ. Năm 2010, dân số của xã này là 2.007 người.